# Takanen (sjö)
Takanen är en sjö i Finland. Den ligger i kommunen Kuusamo i landskapet Norra Österbotten, i den nordöstra delen av landet, 600 km norr om huvudstaden Helsingfors. Takanen ligger 256,1 meter över havet. Den är 2,2 meter djup. Arean är 97,8 hektar och strandlinjen är 6,29 kilometer lång. Sjön  ingår i Ijo älvs huvudavrinningsområde. 